# Dario Gamboni
 (janvier 2022).
Dario Gamboni, né à Yverdon en 1954, est un historien de l'art suisse. 

## Biographie
Après avoir suivi ses études à l’université de Lausanne et à l’EHESS de Paris, il défend sa thèse (La plume et le pinceau. Odilon Redon et les rapports entre art et littérature) en 1989, puis est nommé en 1991 professeur d’histoire de l’art à l’université Lumière Lyon II. Il occupe ensuite des postes similaires aux universités de Cleveland, d'Amsterdam et enfin, de 2004 à 2020, à l’université de Genève.
Il travaille notamment sur les rapports entre l'art et la littérature, sur l'art religieux (Louis Rivier), la géographie artistique et l'étude de la réception. Ses recherches les plus remarquées concernent l'iconoclasme et le vandalisme (1983 et 1997) ainsi que les notions d'ambiguïté visuelle et l'image potentielle (2002).
En 2007, il reçoit le Prix Meret Oppenheim. 

## Publications

### Ouvrages
- Un iconoclasme moderne. Théorie et pratiques contemporaines du vandalisme artistique, Zurich et Lausanne, Éditions d’En Bas, 1983
- Louis Rivier (1885-1963) et la peinture religieuse en Suisse romande, Lausanne, Payot Lausanne, 1985 Coécrit avec Antoine Baudin et Claire Huguenin, préface de Florens Deuchler
- La géographie artistique, Desertina, coll. « Ars helvetica: arts et culture visuels en Suisse, vol. I », 1987
- Emblèmes de la liberté. L’image de la république dans l’art du XVIe au XXe siècle, Berne, Stämpfli, 1991 Directeur de publication
- La plume et le pinceau. Odilon Redon et la littérature, Paris, Éditions de Minuit, coll. « Le sens commun », 1989
- (en) The Destruction of Art: Iconoclasm and Vandalism since the French Revolution, London, Reaktion Books, 1997
- (en) Potential Images: Ambiguity and Indeterminacy in Modern Art, Londres, Reaktion Books, 2002
- (en) Portrait of the Artist as a Landscape: An Inquiry into Self-Reflexion, Amsterdam, Vossiuspers UvA, 2002
- Bibliographie de référence sur l’histoire de l’histoire de l’art, réunie par Dario Gamboni, Genève, 2005 (en ligne).
- Paul Gauguin au « centre mystérieux de la pensée », Dijon, Les Presses du réel, 2013, 416 p. (ISBN 978-2-84066-526-7)
- La destruction de l'art – Iconoclasme et vandalisme depuis la Révolution française, Dijon, Les Presses du réel, 2015, 544 p. (ISBN 978-2-84066-493-2)
- Images potentielles – Ambiguïté et indétermination en art moderne, Dijon, Les Presses du réel, 2016, 592 p. (ISBN 978-2-84066-451-2)
- Le Musée comme expérience – Dialogue itinérant sur les musées d'artistes et de collectionneurs, Éditions Hazan, 2020, 671 p.
- Redon retrouvé. Œuvres et documents inédits, dirigé par Dario Gamboni, Laurent Houssais, Pierre Pinchon, Paris, Cohen & Cohen, 2022, 480 p.